# Michelle Hunziker
Michelle Yvonne Hunziker (ur. 24 stycznia 1977 w Sorengo) – szwajcarsko-włoska prezenterka telewizyjna, aktorka, piosenkarka i modelka. 

## Życiorys
Hunziker urodziła się w Sorengo w okręgu Lugano. Jej matka Ineke jest Holenderką a jej ojciec Rodolfo (zm. 2001) był szwajcarskim malarzem. 

## Kariera
W 1996 poprowadziła swój pierwszy program telewizyjny I cervelloni. W latach 2002–2004 wraz z Carstenem Spengemannem prowadziła talent show Deutschland sucht den Superstar. W 2006 wydała swój debiutancki album studyjny Lole. W latach 2009–2011 prowadziła teleturniej Wetten, dass..?.
W 2018 współprowadziła Festiwal Piosenki Włoskiej w San Remo.
W maju współprowadziła 69. Konkurs Piosenki Eurowizji w Bazylei.

## Życie prywatne
24 kwietnia 1998 zawarła związek małżeński z włoskim piosenkarzem Erosem Ramazzottim z którym ma córkę Aurorę Sophie (ur. 5 grudnia 1996). W 2002 doszło do separacji, a 25 marca 2009 rozwiedli się.
W latach 2013–2022 była związana się z Tomaso Trussardi z którym ma dwie córki (ur. 2013 i 2015).